# Iglesia de Santa María la Blanca (Fuentes de Andalucía)

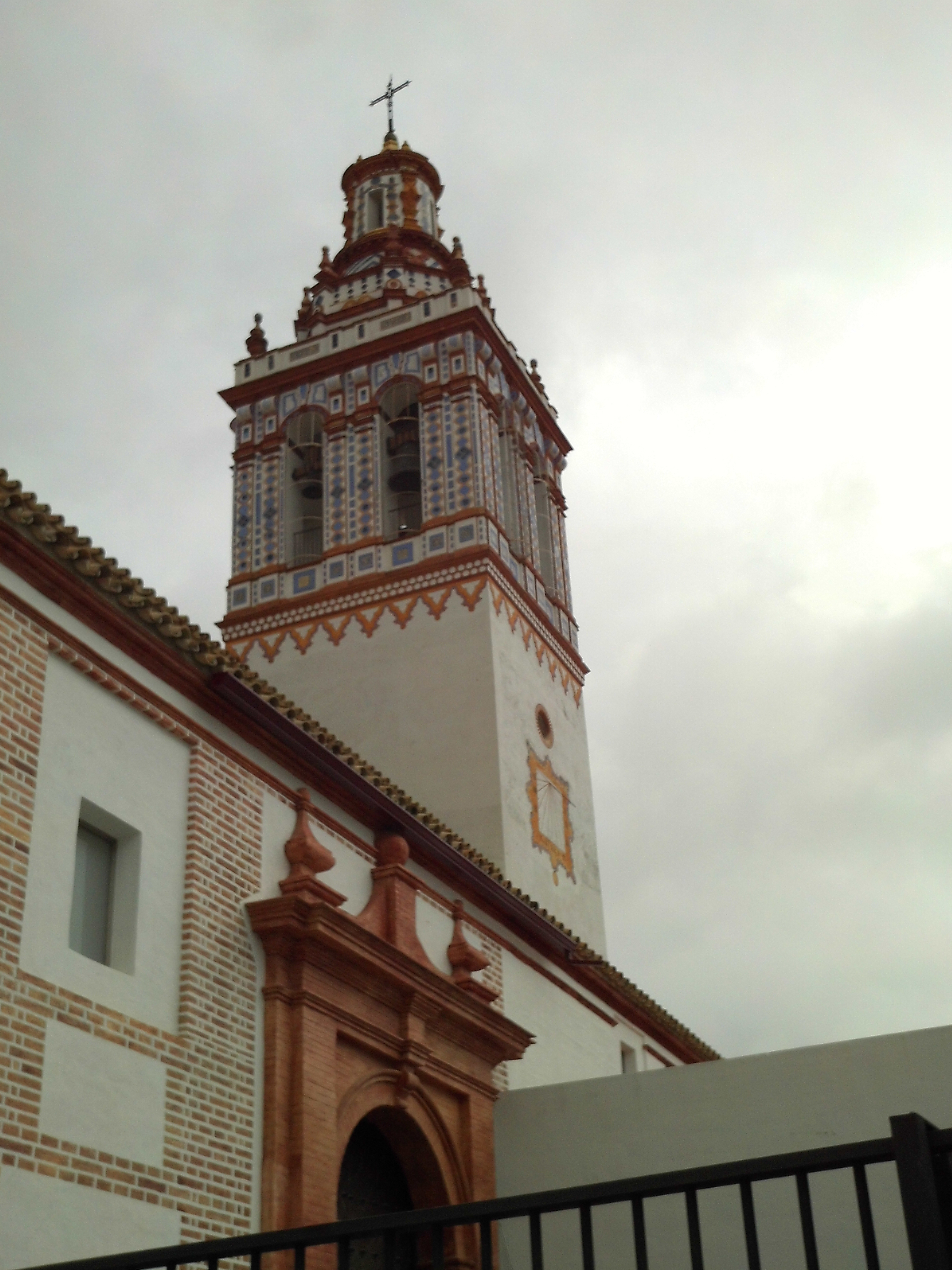
La iglesia de Santa María la Blanca en Fuentes de Andalucía.

La iglesia de Santa María la Blanca, denominada también como Santa María de las Nieves, situada en Fuentes de Andalucía (Provincia de Sevilla, España), es un edificio cuya construcción comenzó a fines del siglo XVI, perteneciendo a esta época tres naves, de las cuales la central presenta cubierta con armadura de tradición mudéjar, así como la capilla mayor, con bóveda semiesférica, y la torre, realizadas todas ellas dentro de los postulados manieristas.
En 1580 se registra que Cristóbal de Rojas fue cantero y aparejador de la obra.
Durante el siglo XVIII se culminan las obras en su fábrica, que dan la actual fisonomía al monumento. En este período se le suman las portadas de cada una de sus fachadas, la coronación de la torre, la sacristía, otras dependencias parroquiales y la ampliación de la planta original del siglo XVI, a la que se le adosan dos naves en los costados, quedando configuradas un total de cinco naves. Todas estas construcciones dieron al templo las características propias de un barroco tardío de fuerte impronta clasicista.
El inmueble fue el centro generador de la ciudad ya que, debido a sus dimensiones, posee una extraordinaria presencia en el paisaje urbano, siendo un elemento de fuerte referencia tanto en la ordenación del espacio como en las visuales desde los diferentes puntos de la población.

## Descripción

### Interior
El templo consta de tres naves, dividida en tres tramos, más dos naves adosadas en sus laterales que albergan capillas, de una torre que se levanta contigua al presbiterio en el lado de la epístola, de sacristía y otras dependencias que se disponen tras la cabecera.
Las tres naves centrales están separadas mediante pilares de sección rectangular con pilastras toscanas adosadas en sus frentes, sobre los que cabalgan arcos de medio punto. La nave central se cubre con armadura de par y nudillo y tirantes decorados con labor de lacería, mostrando la misma decoración varios tramos de la cubierta, los cuales están rematados con piña central.
Las dos naves laterales están cubiertas con bóveda de crucería sobre arcos fajones que apean en grandes ménsulas. A los pies de la nave central se levanta la tribuna del coro, cuya base se compone de un cuerpo poligonal, mostrando el paramento cubierto con decoración pictórica, a modo de rocallas, tarjas y escenas de ángeles cantores. En la zona superior el coro presenta antepecho de balaustres de madera.
Las dos naves extremas y sus capillas poseen bóvedas de diversos tipos, en su mayor parte de cañón reforzadas con arcos fajones. Ambas naves comunican con las naves laterales a través de dos accesos, uno compuesto de dos arcos de medio punto apoyados en el centro sobre cuatro columnas, y el segundo mediante dos vanos, también de medio punto, que descansan sobre una columna central.
En los muros perimetrales de las dos naves extremas se abren, en el segundo tramo, vanos de acceso al interior del templo. Estas dos entradas presentan un cancel de madera, de perfil ochavado, con doble acceso lateral y dos hojas centrales, realizado en labor de carpintería con cuarterones y talla en el remate superior.
En la capilla de la Virgen de Lourdes, ubicada en el testero de la nave del evangelio, se encuentra un zócalo de azulejos decorados con motivos geométricos que datan del siglo XVII y presentan paños de diferente diseño, destacando los modelos de puntas de diamante separados por entrecalles de azulejos decorados con cuadros blancos y azules.

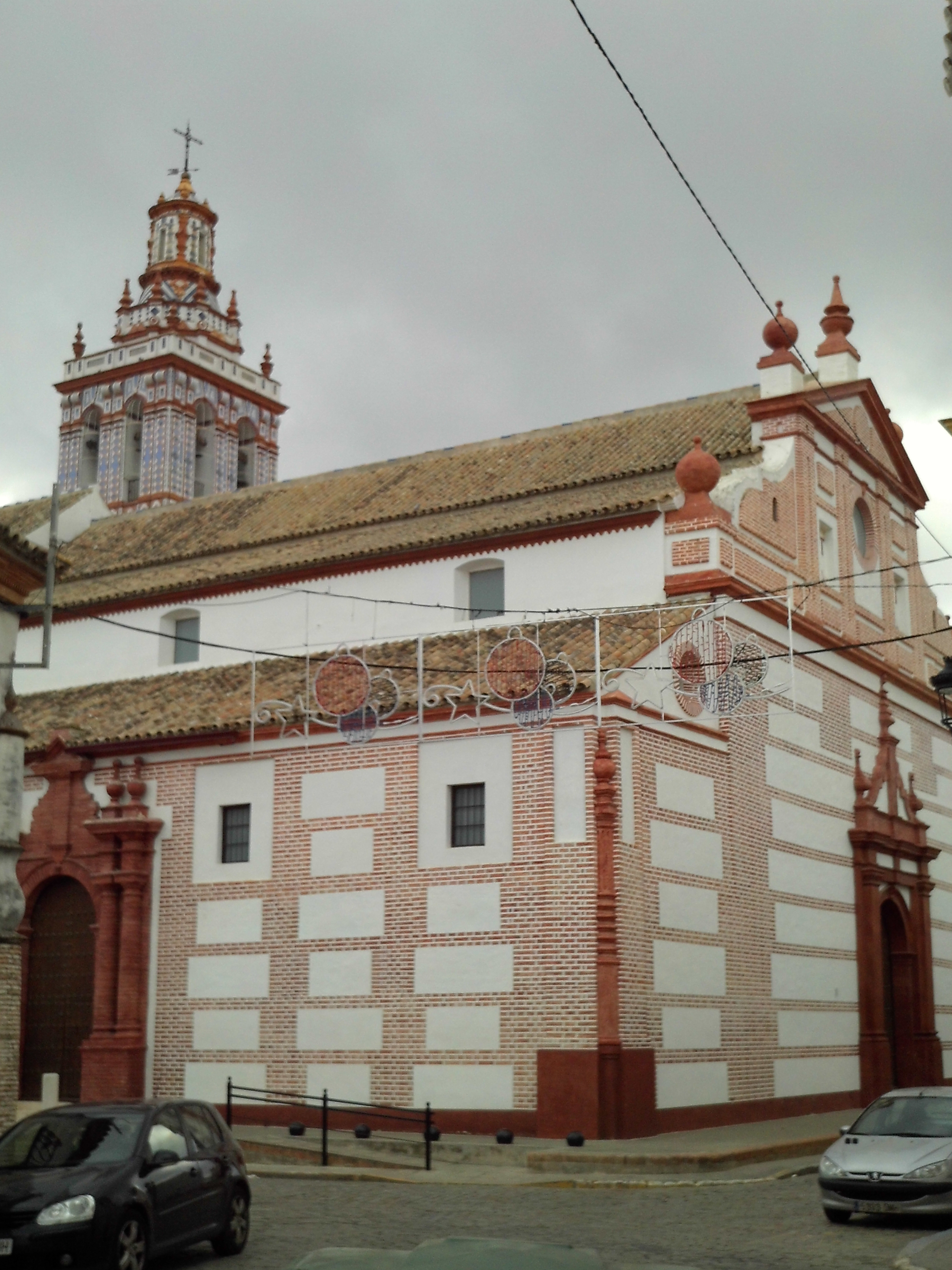
La iglesia de Santa María la Blanca.

El presbiterio se encuentra a mayor altura que la nave central, presentando dos niveles en el pavimento, salvados mediante dos tramos de escalera. Tiene planta rectangular cubierta con cúpula semiesférica decorada con molduras radiales, a modo de gallones, mostrando en las enjutas escudos nobiliarios de la familia Centurión, familia mecenas en la construcción del inmueble. La zona de la cabecera, que cobija el retablo, muestra el testero plano y se cubre con bóveda de cañón decorada con motivos geométricos compuestos de óvalos, cuadros y de perfil mixtilíneo. Bajo la capilla mayor se encuentra la cripta, de planta rectangular y tres tramos, separados mediante pilastras toscanas que soportan arcos rebajados.

### Exterior
En el exterior del templo destacan sus dos fachadas. La de los pies consta de dos cuerpos, de los que el primero pertenece al barroco local de la segunda mitad del siglo XVIII, mostrando una sencilla portada pintada de color almagra que destaca en el blanco del paramento de la fachada.
Se compone de un vano de medio punto, con ménsula en la clave, flanqueado por pilastras y doble entablamento superior de cuyo centro parte una pilastra dispuesta verticalmente sobre la clave del arco, a la que se le une, en ambos lados, una moldura de perfil mixtilíneo formando las tres una figura piramidal, coronada con tres pináculos. El segundo cuerpo se levanta a modo de ático, presenta tres vanos, el central circular y los laterales rectangulares, flanqueados por dobles pilastras y entablamento superior coronado con frontón triangular rematado con tres pináculos. En ambos lados termina con un cuerpo de perfil mixtilíneo.
La portada abierta en el muro del evangelio está realizada en ladrillo vitolado, pintado de color almagra. Se estructura mediante un vano central de medio punto dovelado, flanqueado por dos columnas en ambos lados sobre alto basamento, que soportan doble entablamento, interrumpido en la zona central de la composición y coronado con pináculos. Sobre la clave del arco se levanta una pilastra, dispuesta verticalmente, que soporta en la zona superior, un pequeño frontón triangular. Una figura de perfil mixtilíneo cubre el paramento frontal de la composición.
La torre se encuentra en el lado de la epístola, junto a la capilla mayor. Es de planta cuadrada y alzado de dos cuerpos. El primero presenta el paramento cerrado a excepción de pequeños vanos circulares. El segundo, o cuerpo de campanas, se ordena en cada frente, mediante dos vanos de medio punto flanqueados por pilastras pareadas, que sostienen un entablamento y antepecho superior rematado con jarrones en cada ángulo.
Termina el conjunto una cúpula semiesférica con linterna, coronada con pequeña cupulilla. Tanto las pilastras como los antepechos de los diferentes vanos y entablamentos superiores están decorados con motivos cerámicos en los que predominan las formas cuadradas, rombos, puntas de diamante y líneas quebradas, alternando los colores blancos y azules.
La sacristía es de planta rectangular, cubierta con bóveda baída sobre arcos de medio punto que apean en ménsulas de perfil bulboso. La bóveda presenta yeserías dispuestas en forma de aspa, las cuales muestran motivos singulares, a modo de estípites, compuestos de líneas sinuosas, roleos y palmas.